# 真道號
真道號（MV Logos）是第一艘基督教福音船，於1949年在丹麥赫爾辛格完工時是一艘客貨輪，全長82米，排水量2,319噸。於1971年轉作傳教用途。她於1988年1月6日在阿根廷與智利之間的比格爾海峽觸礁而被棄置。

## 概述
「真道號」（Logos）原名「烏瑪納克號」（Umanak），於1949年完工時是一艘丹麥客貨輪。她於1970年10月被教育圖書展覽公司（Educational Book Exhibits Ltd.）購入，隨後進行改裝及更名為「真道號」，於1971年起用於海上書展及傳播福音用途，成為世界上首艘海上書展船。船上的書庫主要展示基督教相關的書籍，她在服務17年期間，曾到訪過逾108個國家及地區的255個港口（408次停泊），接待了近650,000名訪客登船參觀海上書展及其他多元化文化交流活動。此外，真道號的義工亦會視乎所到之處的需要，展開其他義工活動，包括建築、捐贈及醫療服務等。1988年1月6日，她在阿根廷與智利之間的比格爾海峽觸礁下沉，船員棄船逃生並全部生還，而船隻殘骸於2009年仍擱淺在近岸的石堆上。

## 書庫
書展區展銷千種廉價書目，包括宗教﹑語言、科學、藝術、體育及烹飪等。書籍售價以可以負擔為原則，因應不同地方的生活水平而調整。

## 航程
真道號（MV Logos）在1970年10月由丹麥哥本哈根出發，曾先後五次訪問香港（1972、1975、1978、1980、1981）。最後航程是1987-1988年至阿根廷。曾停泊數百個港口。